# Wschodnioniemiecka Formuła 3 Sezon 1952
Sezon 1952 był trzecim sezonem Wschodnioniemieckiej Formuły 3.
Pojemność silników samochodów była ograniczona do 500 cm³.

## Kalendarz wyścigów
| Runda | Data        | Tor         | Pole position | Najszybsze okrążenie          | Zwycięzca (kierowcy) | Zwycięzca (zespoły)    |
| ----- | ----------- | ----------- | ------------- | ----------------------------- | -------------------- | ---------------------- |
| 1     | 20 kwietnia | Rostock     | ?             | Adolf Lang                    | Adolf Lang           | Adolf Lang             |
| 2     | 20 maja     | Halle-Saale | ?             | Hellmut Deutz Kurt Ahrens sr. | Hellmut Deutz        | Hellmut Deutz          |
| 3     | 17 czerwca  | Lipsk       | ?             | Kurt Ahrens sr.               | Willy Lehmann        | BSG Einheit Bitterfeld |
| 4     | 7 września  | Sachsenring | Kurt Kuhnke   | Adolf Lang Gerhard Zschoche   | Adolf Lang           | Scuderia Bavaria       |

## Klasyfikacja kierowców
| Legenda oznaczeń w tabelach wyników Wyświetl szablon na nowej stronie | Legenda oznaczeń w tabelach wyników Wyświetl szablon na nowej stronie                                                                     |
| Oznaczenie                                                            | Wyjaśnienie |
| --------------------------------------------------------------------- | --- |
| Złoty                                                                 | Zwycięzca lub mistrzostwo |
| Srebrny                                                               | 2. miejsce lub wicemistrzostwo |
| Brązowy                                                               | 3. miejsce lub II wicemistrzostwo |
| Zielony                                                               | Ukończył, punktował (w klasyfikacji generalnej, gdy zdobył co najmniej jeden punkt na przestrzeni sezonu, poza trzema powyższymi opcjami) |
| Niebieski                                                             | Ukończył, nie punktował (w klasyfikacji generalnej, gdy nie zdobył co najmniej jednego punktu na przestrzeni sezonu)                      |
| Czerwony                                                              | Nie zakwalifikował się (NZ) |
| Czerwony                                                              | Nie prekwalifikował się (NPK) |
| Różowy                                                                | Nie ukończył (NU) |
| Różowy                                                                | Niesklasyfikowany (NS) (w klasyfikacji generalnej, gdy nie został sklasyfikowany w żadnym wyścigu sezonu)                                 |
| Czarny                                                                | Zdyskwalifikowany (DK) |
| Czarny                                                                | Wykluczony (WYK/EX) |
| Biały                                                                 | Nie wystartował (NW) |
| Biały                                                                 | Kontuzjowany (K/INJ) |
| Biały                                                                 | Wyścig odwołany (OD/C) |
| Bez koloru                                                            | Został wycofany (WYC/WD) |
| Bez koloru                                                            | Nie przybył (NP/DNA) |
| Bez koloru                                                            | Nie brał udziału w treningach (NT/DNP) |
| Bez koloru                                                            | Nie został zgłoszony (–) |
| Pogrubienie                                                           | Start z pole position |
| Kursywa                                                               | Najszybsze okrążenie wyścigu |
| †                                                                     | Nie ukończył, ale jego rezultat został zaliczony ze względu na przejechanie więcej niż 90% dystansu wyścigu.                              |
| *                                                                     | Sezon w trakcie |
| 1/2/3                                                                 | Punktowana pozycja w sprincie kwalifikacyjnym                                                                                             |
| Lista systemów punktacji Formuły 1                                    | |

| Poz.                                          | Kierowca             | Zespół                    | ROS | HSS | LIP | SCH | Punkty |
| --------------------------------------------- | -------------------- | ------------------------- | --- | --- | --- | --- | ------ |
| 1                                             | Willy Lehmann        | BSG Einheit Bitterfeld    | NU  | 2   | 1   | 2   | 18     |
| 2                                             | Karl Weber           | BSG Motor Heiligenstadt   | 3   | 4   | 4   | NW  | 13     |
| 3                                             | Gerhard Zschoche     | BSG Motor Köthen          | -   | 8   | 3   | 3   | 10     |
| 4                                             | Karl-August Bergmann | BSG Traktor Güstrow       | ?   | 6   | NU  | NU  | 3      |
| 5                                             | Werner Lenke         | BSG Motor IFA Chemnitz    | -   | -   | NU  | 4   | 3      |
| 6                                             | Gerhard Demmrich     | BSG Einheit Greiz         | -   | -   | NU  | 5   | 2      |
| 7                                             | Karl-Georg Reinhardt | BSG Einheit Herzberg-Elbe | NU  | 9   | -   | -   | 1      |
| 8                                             | Richard Weiser       | BSG Motor Eisenach        | NU  | NU  | NU  | 6   | 1      |
| NS                                            | Rudolf Klemm         | BSG Motor IFA Chemnitz    | NU  | -   | ?   | -   | 0      |
| NS                                            | Albert Lässig        | BSG Anker Warnemünde      | NU  | -   | -   | -   | 0      |
| NS                                            | Theo Fitzau          | BSG Motor Köthen          | -   | NU  | -   | -   | 0      |
| NS                                            | Bobby Kohlrausch     | BSG Motor Immelborn       | -   | ?   | ?   | -   | 0      |
| NS                                            | Max Ludwig           | BSG Motor Jena            | -   | NU  | -   | NU  | 0      |
| NS                                            | Ernst Klube          | BSG Chemie Lützkendorf    | -   | ?   | ?   | -   | 0      |
| NS                                            | Hans Eigler          | BSG Motor Niedersedlitz   | -   | -   | NU  | -   | 0      |
| NS                                            | Günter Sternberg     | BSG Einheit Greifswald    | -   | -   | NU  | -   | 0      |
| NS                                            | Karl Rödel           | BSG Einheit Greiz         | -   | -   | ?   | -   | 0      |
| NS                                            | Helmut Arnold        | BSG Motor Erfurt          | -   | -   | -   | ?   | 0      |
| NS                                            | Helmut Bergmann      | BSG Motor Niedersedlitz   | -   | -   | -   | ?   | 0      |
| NS                                            | Hugo Oppel           | Hugo Oppel                | -   | -   | -   | ?   | 0      |
| Kierowcy niedopuszczeni do zdobywania punktów |                      |                           |     |     |     |     |        |
| NS                                            | Adolf Lang           | Adolf Lang                | 1   | NU  | -   | 1   | 0      |
| NS                                            | Hellmut Deutz        | Hellmut Deutz             | NU  | 1   | -   | -   | 0      |
| NS                                            | Kurt Ahrens sr.      | Kurt Ahrens sr            | ?   | 3   | 2   | ?   | 0      |
| NS                                            | Oscar Frank          | Oscar Frank               | 2   | ?   | -   | -   | 0      |
| NS                                            | Alfred Domaß         | Alfred Domaß              | -   | 5   | -   | -   | 0      |
| NS                                            | Willy Rentrop        | Hellmut Deutz             | ?   | -   | -   | -   | 0      |
| NS                                            | Kurt Kuhnke          | Kurt Kuhnke               | ?   | NU  | -   | NU  | 0      |
| NS                                            | Helmut Scheibe       | Helmut Scheibe            | ?   | -   | -   | -   | 0      |
| NS                                            | Herbert Petz         | Herbert Petz              | ?   | ?   | -   | -   | 0      |
| NS                                            | Otto Kolan           | Otto Kolan                | -   | ?   | -   | ?   | 0      |
| NS                                            | Rudi Wüstrich        | Lilo Wüstrich             | -   | ?   | -   | -   | 0      |
| NS                                            | Günter Hildebrandt   | Günter Hildebrandt        | -   | -   | ?   | -   | 0      |
| NS                                            | Frohn Wünschmann     | Scuderia Rhenania         | -   | -   | -   | ?   | 0      |